# (336698) Melbourne
(336698) Melbourne est un astéroïde de la ceinture principale.

## Description
(336698) Melbourne est un astéroïde de la ceinture principale. Il fut découvert le 5 février 2010 à Tzec Maun par Erwin Schwab. Il présente une orbite caractérisée par un demi-grand axe de 3,09 UA, une excentricité de 0,02 et une inclinaison de 10,6° par rapport à l'écliptique.

## Compléments